# Стефанович Олександр Борисович
Олександр Борисович Стефанович (нар. 13 грудня 1944, Ленінград, СРСР - 13 липня 2021 Москва) — радянський, російський кінорежисер, письменник, сценарист, актор. Заслужений діяч мистецтв Російської Федерації (2003).

## Біографія
В 1969 закінчив режисерський факультет ВДІКа, майстерня  Льва Кулешова.
Ще на студентській лаві Олександр Стефанович заявив про себе документальною стрічкою «Всі мої сини», першому на вітчизняному телебаченні фільмом-інтерв'ю. С 1970 працює режисером-постановником на «Мосфільме». Співпрацював з  Сергієм Михалковим, за спільним сценарієм була знята сатирична комедія « Піна», за участю  Анатолія Папанова,  Ролана Бикова,  Леоніда Куравльов. Але найяскравіше його творчі здібності проявилися в жанрі музичного фільму. Він створив такі відомі музичні стрічки як: « Душа» (58 млн глядачів), «Почни спочатку» (46 млн глядачів), «Диск», «Барди», «Осінній блюз», «Кураж». Олександр Стефанович привів у велике кіно Андрія Макаревича і рок-групу «Машина часу», Софію Ротару, Олександра Розенбаума, Сергія Мигицко, Альберта Філозова, композитора Давида Тухманова.
Олександр Стефанович в 1974 році зняв перший вітчизняний кіномюзикл «Дорогий хлопчик», перші в нашій країні музичні кліпи. Він є творцем сценічного образу Алли Пугачової та інших естрадних виконавців.
Він зняв понад 40 документальних фільмів на провідних вітчизняних телеканалах і зарубіжних студіях. Багато з цих стрічок — «Спекотний серпень 1991 року», «Пересторога», «Кремлівський змова», «Скарби російської церкви», «Зірки першої величини» та ін. — Викликали великий суспільний інтерес. Значними творами в документальному жанрі, стала серія кинопортретов найбільших діячів вітчизняної та світової культури — «Одна година з Козинцевим», «Йосип Бродський. Сторінки життя», «Таємниця Лені Ріфеншталь», «Юрій Любимов. Монолог», «Шалений Зураб», «Чари».
Олександр Стефанович успішний кінодраматург, автор понад 70 кіносценаріїв. Журналіст, шеф-редактор журналу духовного пошуку «Інейт», головний редактор журналу «Власник». Фотохудожник — учасник російських і міжнародних виставок. Письменник — його книги «Я хочу твою дівчину», «День божоле», «Людина з Останкіно», «Нікас Чудовий», «Париж вночі», «Кураж» отримали широку популярність.
Як заступник голови Ради Фонду сприяння ЮНЕСКО вніс вклад у розвиток російсько-французького культурного співробітництва.
Академік  Академії російської літератури. Почесний академік  Російської академії мистецтв. Академік, член президії Євразійської академії телебачення і радіо. Віце-президент Міжнародної євразійської академії телебачення.
Член  Спілки письменників Росії. Член  Спілки кінематографістів Росії. Член  Гільдії кінорежисерів Росії. Член  Спілки журналістів Росії. Член  Творчої спілки художників Росії. Член  Міжнародної Федерації журналістів. Член  Міжнародної Федерації художників. Член Асоціації російських письменників і художників Парижа. Член Французького товариства авторів AGESSA.
19 липня 2010 а за заслуги у розвитку вітчизняної культури і мистецтва, багаторічну плідну діяльність нагороджений  орденом Дружби.
Лауреат вітчизняних і міжнародних кінофестивалів.

### Біографія в датах
- У 1960–1963 робітник, асистент оператора  Ленінградської студії телебачення.
- У 1963–1969 студент ВДІК а, майстерня  Льва Кулешова.
- У 1965 акторський дебют в ігровому кіно, «Одеська кіностудія», х / фільм  «Прощай».
- У 1967 дебют у документальному кіно як режисера і сценариста, «Лентелефільм», фільм  «Всі мої сини».
- У 1968–1974 шлюб з  Наталією Богунова.
- У 1969 удостоєний Гран-Прі Всесоюзного фестивалю телефільмів.
- У 1969 закінчив режисерський факультет ВДІК а.
- З 1970 (по наст. Вр.) Режисер-постановник «Мосфільм а».
- У 1972 режисерський дебют в ігровому кіно, «Мосфільм», х / фільм  «Вид на проживання».
- У 1977–1981 шлюб з  Аллою Пугачовою.
- У 1979–1980 художній керівник  ансамблю «Ритм» (солістка —  Алла Пугачова).
- У 1982–1983 режисер-постановник програм рок-групи  «Машина часу».
- У 1986–1987 головний режисер  Театру-студії кіноактора.
- З 1987 робота на студіях  Франції, Великої Британії,  Швеції,  Фінляндії,  Швейцарії,  Австрії,  Болгарії,  Грузії.
- У 1993 отримав карту резидента  Франції.
- У 1999 публікація першої книги, роман  «Я хочу твою дівчину», видавництво  АСТ.
- У 2003 присвоєно звання Заслужений діяч мистецтв Російської Федерації.
- З 2005–2010 шеф-редактор журналу  «Інейт».
- З 2006 Член Ради Фонду сприяння ЮНЕСКО.
- З 2007 Академік, член Президії Євразійської Академії телебачення і радіо.
- З 2008 Віце-президент МО  Творчої спілки художників Росії, член Президії ТСХР.
- З 2009 Академік  Академії російської літератури.
- З 2009 Голова Контрольно-ревізійної комісії  Спілки кінематографістів Російської Федерації.
- З 2009 Віце-президент Євразійської Академії телебачення і радіо.
- З 2009 Заступник голови Ради Фонду сприяння ЮНЕСКО.
- З 2009 Почесний академік  Російської академії мистецтв.
- З 2010 Віце-президент Міжнародної Євразійської Академії телебачення.
- У 2010 Указом Президента Російської Федерації нагороджений  орденом Дружби.
- З 2011 Викладає «Основи режисури телевізійного фільму» на Вищих курсах сценаристів і режисерів.
- У 2011–2012 Головний редактор журналу «Власник».
- У 2012 Нагороджений Спеціальним призом журі за найкращу режисуру на XIII Міжнародному Євразійському телефорумі.
- У 2012 Нагороджений Премією  Спілки журналістів Росії.
- З 2012 Голова журі  телефестивалю «Братина».
- У 2014 Нагороджений Золотою медаллю  Російської академії мистецтв за внесок у вітчизняну культуру.
- З 2015 Секретар Московської організації  Спілки кінематографістів Російської Федерації.

## Фільмографія

### Ігрове кіно
- 1972 — Вид на проживання, режисер-постановник (спільно з О.Гвасалія)

(1972 Приз за найкращий режисерський дебют (О.Гвасалія, А.Стефановіч) на Фестивалі молодих кінематографістів «Мосфільму»)
- 1974 —  Дорогий хлопчик, режисер-постановник, автор сценарію (спільно з С.Михалковим)

(1975 Приз глядачів за найкращий фільм для дітей на Всесоюзному кінофестивалі, Приз глядачів на фестивалі «Артек 75»)
- 1979 —  Піна, режисер-постановник, автор сценарію (спільно з С. Михалковим)
- 1981 —  Душа, режисер-постановник, автор сценарію (спільно з А. Бородянським)

(1982 Приз журі за найкращий музичний фільм, Приз глядачів на Фестивалі молодих кінематографістів «Мосфільму»)
- 1986 — Почни спочатку, режисер-постановник, автор сценарію (спільно з А. Бородянським)
- 1988 — Барди (художньо-документальний фільм), автор сценарію і режисер-постановник
- 2001 —  Осінній блюз, режисер-постановник
- 2004 —  Час жорстоких, режисер-постановник (спільно з В.Плоткіним)
- 2011 — Мечеть Паризької Богоматері (художньо-документальний фільм), режисер-постановник. (Спеціальний приз журі за найкращу режисуру на XIII Міжнародному Євразійському телефорумі)
- 2014 —  Кураж, режисер-постановник, автор сценарію, виконавець головної ролі. (Премія на VI Міжнародному фестивалі у Владикавказі)

### Документальний та неігрове кіно
- 1967  Всі мої сини, («Лентелефільм») тв, док., Автор сценарію і режисер (спільно з О.Гвасалія) (1969 Головний приз Всесоюзного фестивалю телефільмів, Приз за найкращий телефільм на Фестивалі студентських фільмів ВДІК, Премія Спілки журналістів СРСР, Премія Ленінградського комсомолу та ін.)
- 1968  Мости, (ЛСДФ), док., Режисер і автор сценарію
- 1969  Чари, («Лентелефільм»), тв. док .., режисер (1970 Приз за найкращий музичний фільм на Всесоюзному фестивалі телефільмів «)
- 1970  Одна година з Козинцевим, або Сім думок, („Лентелефільм“), тв. док., режисер
- 1972  З Богом, Ленінград, (Болгарія), тв. док., режисер і автор сценарію
- 1973  Історія однієї родини, („Лентелефільм“), тв. док., режисер і автор сценарію
- 1975  Зірки першої величини, („Лентелефільм“), док., Режисер і автор сценарію (1976, Премія ЛО Спілки журналістів)
- 1977  Диск, („Мосфільм“), режисер-постановник і автор сценарію
- 1983  Застереження, (Грузія), док., Режисер і автор сценарію (1984 Премія Академії наук СРСР „За розробку актуальної проблеми“ ядерної зими»)
- 1987  Дві години з бардами, («Відеофільм»), 2 серії, док., Режисер і автор сценарію
- 1987 «Бродський, Нобелівська премія» (Швеція), док., Режисер і автор сценарію
- 1988 «Скарби російської церкви», (Швеція) док. 3 серії, режисер і автор сценарію
- 1989 «Саймаа лайнс», (Фінляндія), док. режисер і автор сценарію
- 1990 «Тебойл», (Фінляндія), док. режисер і автор сценарію
- 1991 «ХХ років», (Фінляндія), док. режисер і автор сценарію
- 1991 «Російські пісні», (Фінляндія), док., Режисер і автор сценарію
- 1992 «Кремлівська змова» (Франція-Велика Британія-Швейцарія-Австрія) док., Режисер і автор сценарію
- 1994 «Стокгольм» (Телеканал «Росія»), док., Режисер і автор сценарію
- 1994 «Фінляндія») (Телеканал «Росія»), док., Режисер і автор сценарію
- 1994 «Лапландія» (Телеканал «Росія»), док., Режисер і автор сценарію
- 1995 «Лазурний берег», (Телеканал «Росія»), док., Режисер і автор сценарію
- 1995 «Корсика», (Телеканал «Росія»), док., Режисер і автор сценарію
- 1995 «Монте-Карло без рулетки», (Телеканал «Росія»), тв. док., # режисер і автор сценарію
- 1996 «Велика подорож», (Телеканал «Росія»), тв.док., Режисер і автор сценарію
- 1996 «Йосип Бродський, штрихи до портрета», (ОРТ-Перший канал), тв. док., режисер і автор сценарію
- 1997 «Московський джемсейшн» (ТВЦ), тв.док., Режисер і автор # сценарію
- 1998 "Таганка. Історія театру ", (Держкіно-нецке), док., Режисер і автор сценарію
- 1998 "Юрій Любимов. Монолог ", (ОРТ-Перший канал), тв.док., Режисер і автор сценарію
- 1997 «Ювілей», (ОРТ-Перший канал), тв.док., Режисер і автор сценарію
- 1999 «Москва новорічна», (Держкіно-нецке), док., Режисер і автор сценарію
- 2001 «Спекотний серпень 91 року», (Телеканал «Росія»), тв.док., Режисер і автор сценарію
- 2002 «Таємниця Лені Ріфеншталь», (Телеканал «Росія»), тв.док., Режисер і автор сценарію
- 2003 «Валерій Чкалов», (Телеканал «Росія»), тв.док., Режисер і автор сценарію
- 2004 «Несамовитий Зураб», («Клото» -ТВЦ), тв.док. 2 серії, режисер
- 2007 «Спекотний серпень 91 року» (нова версія) (Студія 1), тв.док., Режисер і автор сценарію (2008 Приз «За найкращий фільм» на IV Міжнародному фестивалі телефільмів у Севастополі
- 2011 «Власник», (Телеканал «ВКТ»), тв.док., Режисер і автор сценарію
- 2011 «Нікас Сафронов», (Телекомпанія «Sob.ru»), тв.док., Режисер і автор сценарію
- 2011 «Костянтин Худяков», (Телекомпанія «Sob.ru»), тв.док., Режисер і автор сценарію
- 2011 «Юлій Гусман», (Телекомпанія «Sob.ru»), тв.док., Режисер і автор сценарію
- 2012 «Євген Герасимов», (Телекомпанія «Sob.ru»), тв.док., Режисер і автор сценарію

### Письменник
- Я хочу твою дівчину (роман) у співавторстві з  Е.Тополем (видавництво  АСТ)
- День божоле (пустотливі розповіді) (видавництво Онікс XXI століття)
- Людина з Останкіно (видавництво Художня література) Премія Спілки журналістів Росії
- Подвиг (п'єса) (театр-студія кіноактора)
- Нікас Чудовий (документальний роман) (видавництво Рипол класик)
- Париж вночі (роман) (видавництво Рипол класик)
- Кураж (роман) (видавництво Рипол класик)

### Сценарист
- Авантюристка (сценарій — 20 серій) (т / к «Росія»)
- Уільний політ самотньої блондинки (сценарій — 16 серій) (т / к «Росія»)
- Усе це квіточки (сценарій — 2 серії) (т / к НТВ)
- Оскар за забійну роль (сценарій 4 серії) (GP film)
- Змертельний аромат (сценарій 4 серії) (GP film)
- Як це робилося в Одесі (сценарій 2 серії) (ТО «Старт» «Мосфільм»)
- Заборонені пісеньки (сценарій 2 серії) (Студія-1)
- Королівська базиліка (сценарій 2 серії) (Basilica production)
- Кураж (сценарій 12 серій) (т / к «1-й канал»)

### Актор
- 1966 —  Прощай — Олександр Юровський (головна роль)
- 1969 —  Проводи білих ночей — журналіст (епізод)
- 1972 —  Вид на проживання — клерк (епізод)
- 1981 —  Душа — Сева (роль)
- 2014 —  Кураж — Алекс (в наші дні) (головна роль) (камео)

### Фотохудожник
- Виставка «Мала Грузинська 88» Москва
- Виставка «Союз муз» (2005) Москва
- Виставка «Метрополіс 2007» Москва
- Персональна виставка (2007—2008) музей А. Ахматової Санкт-Петербург
- Персональна виставка (2009) галерея «Ходинка» Москва
- Усеросійська виставка «Серп і молот» (2011) Москва (Лауреат)
- Виставка в Московській міській думі (2012) Москва

## Нагороди
Професійні нагороди:
Золота медаль  Російської академії мистецтв за внесок у вітчизняну культуру, 
 «Золотий орден» Фонду ЮНЕСКО, 
 «Золота медаль» Творчої спілки художників Росії, 
 «Золотий орден» Міжнародної Конфедерації журналістських спілок, 
 Премія Спілки журналістів Росії, 
 Орден «За заслуги» Спілки журналістів Росії та ін.
Кінонагороди:
Гран-Прі Всесоюзного фестивалю телефільмів («Всі мої сини»), 
 Приз Найкращому фільму Міжнародного кінофестивалю в Севастополі («Жаркий серпень 91 року»), 
 Спеціальний Приз журі за найкращу режисуру XIII Міжнародного Євразійського телефоруму («Мечеть Паризької Богоматері»), 
 Премія на VI Міжнародному фестивалі у Владикавказі («Кураж»), 
 Приз глядачів на Всесоюзному кінофестивалі («Дорогий хлопчик»), 
 Премія Академії наук СРСР («Пересторога»), 
 Премія Спілки журналістів СРСР («Всі мої сини»), 
 Приз за найкращий музичний фільм на Всесоюзному фестивалі телефільмів («Чари»), 
 Премія за найкращий дебют («Вид на проживання»), 
 Премія за найкращу операторську роботу («Душа»).